# Guillermo Hayden Wright
Guillermo Hayden Wright va ser un jugador de polo mexicà. El 1900 va prendre part en els Jocs Olímpics de París, on guanyà la medalla de bronze en la competició de polo com a integrant de l'equip nacional mexicà, la primera que aconseguia Mèxic en uns Jocs Olímpics. En aquest equip també hi competien els germans Eustaquio, Manuel i Pablo de Escandón y Barrón.